# ديسكفري (مكوك فضاء)

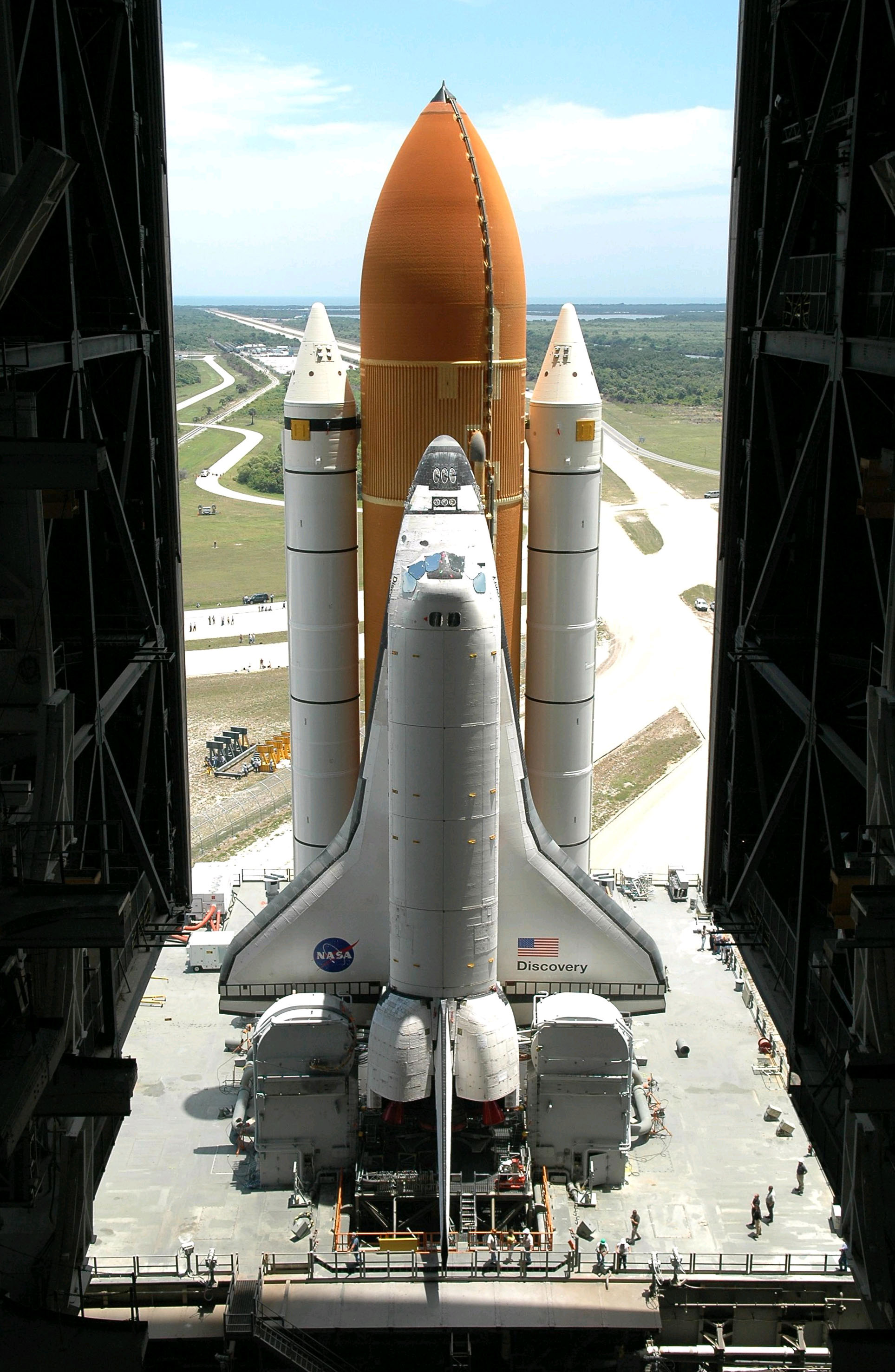
مكوك الفضاء ديسكفري يُجهز للعملية STS-121

مكوك الفضاء ديسكفري (بالإنجليزية: Space Shuttle Discovery)‏ كان أحد المركبات المدارية الثلاثة التي تعمل ضمن اسطول مكوكات فضاء وكالة الفضاء الأمريكية ناسا للنقل الفضائي . عندما كان طيرانه الأول عام 1984 ، ديسكفري أصبح ثالث مركبة مدارية والآن أقدم مركبة مدارية في الخدمة.
أنهى المكوك رحلته الأخيرة التي استمرت 12 يوماً عائداً من المحطة الفضائية الدولية، بهبوطه في 9 مارس/ آذار 2011 قبل الظهر مباشرة بالتوقيت المحلي لفلوريدا في مركز كينيدي الفضائي بولاية فلوريدا منهياً مدة خدمته المميزة التي استمرت 27 عاماً وقد عهد به إلى متحف الطيران والفضاء الوطني التابع لمؤسسة سميثسونيان في واشنطن، وهو المستودع الأمريكي الرسمي لقطع الطيران الأثرية.

## نظرة تاريخية
اختير اسم ديسكفري بسبب تقليد يقتضي بتسمية المركبات الفضائية على أسماء سفن استكشافية، وفي هذه الحالة سُمي المكوك على اسم سفينة إتش إم إس ديسكفري، إحدى السفن التي قادها الكابتن جيمس كوك خلال رحلته الرئيسية الثالثة والأخيرة بين عامي 1776 و1779، وسفينة ديسكفري الخاصة بهنري هدسون، التي استُخدمت بين عامي 1610 و1611 لاستكشاف خليج هدسون والبحث عن الممر الشمالي الغربي. شملت السفن الأخرى التي تحمل الاسم سفينة إتش إم إس ديسكفري التي استُخدمت في رحلة القطب الشمالي البريطانية الاستكشافية بين عامي 1875 و1876، وسفينة آر آر إس ديسكفري، التي قادت بعثة الاستكشاف البريطانية إلى القطب الجنوبي بين عامي 1901 و1904.
أطلق مكوك ديسكفري تلسكوب هابل الفضائي وأطلق مهمتي خدمة هابل الثانية والثالثة. كما أطلقت مسبار يوليسيس وثلاثة أقمار تتبع وترحيل بيانات (تي دي آر إس). اختير ديسكفري مرتين كمركبة مدارية لمهمات «العودة إلى الطيران»، في عام 1988 بعد تحطم مكوك تشالنجر، ثم مرة أخرى في يوليو 2005 ويوليو 2006 بعد كارثة مكوك كولومبيا في 2003. سافر رائد الفضاء جون جلين، الذي شارك في مشروع ميركوري، على متن مكوك ديسكفري في مهمة إس تي إس 95 في عام 1998، وكان عمره 77 عامًا حينها ما جعله أكبر شخص يسافر إلى الفضاء.
لو نُفذت خطط إطلاق حمولات وزارة الدفاع الأمريكية من قاعدة فاندنبرغ الجوية، لأصبح ديسكفري المكوك المخصص للقوات الجوية الأمريكية. خُطط إطلاق مهمته الأولى من الساحل الغربي، إس تي إس 62 إيه، في عام 1986، لكنها ألغيت بعد كارثة مكوك تشالنجر.
تقاعد ديسكفري بعد مهمته الأخيرة، إس تي إس 133، في 9 مارس 2011. يُعرض المكوك حاليًا في فيرجينيا في مركز ستيفن إف أودفار هازي، وهو مرفق في المتحف الوطني للطيران والفضاء التابع لمؤسسة سميثسونيان.

## ترقيات المكوك وميزاته
كان ديسكفري يزن نحو 3600 كيلوجرام (7900 باوند)، أي أقل من وزن كولومبيا عندما دخل الخدمة نتيجة التحسينات التي أُضيفت أثناء بناء واختبار مكوك انتربرايز وكولومبيا وتشالنجر. ديسكفري أثقل من مكوك أتلانتس بـ 6 باوند (2.7 كيلوجرام) وأثقل من مكوك إنديفور بـ 363 باوند (165 كيلوجرام).
تضمن جزء من تحسينات وزن ديسكفري زيادة استخدام بطانيات إيه إف آر إس آي المُبطنة بدلًا من صفائح إل آر إس آي البيضاء على هيكل المكوك، واستخدام جرافيت إيبوكسي بدلًا من الألومنيوم لأبواب حجرة الحمولة وبعض عوارض وحزم الجناحين.
عند تسليمه إلى مركز كينيدي للفضاء في عام 1983، عُدل مكوك ديسكفري جنبًا إلى جنب مع تشالنجر لإضافة معزز سانتور جي الذي يعمل بالوقود السائل، والذي خُطط لاستخدامه بداية عام 1986 قبل إلغاء الخطط بعد كارثة تشالنجر.
بدءًا من أواخر عام 1995، خضعت المركبة المدارية لفترة صيانة مدارية (أوه إم دي بّي) استمرت لتسعة أشهر في بالمديل، كاليفورنيا. شمل ذلك تجهيز المركبة بمجموعة خامسة من الخزانات المُبردة وحجرة ضغط خارجية لدعم المهام إلى محطة الفضاء الدولية. كما هو الحال مع جميع المركبات المدارية، يمكن ربط المركبة فوق طائرة خاصة، كما حدث في يونيو 1996 عندما عادت المركبة إلى مركز كينيدي للفضاء، وفي وقت لاحق في أبريل 2012 عندما أُرسلت إلى مركز أودفار هازي، على ظهر طائرة بوينج 747 معدلة.
بعد مهمة إس تي إس 105، أصبح ديسكفري أول مكوك يخضع لفترة تعديل رئيسي للمركبة المدارية (أوه إم إم) في مركز كينيدي للفضاء. بدأ العمل في سبتمبر 2002 لإعداد المركبة لمهمة «العودة إلى الطيران». تضمن العمل ترقيات وتعديلات أمان إضافية.